# Lenje-Tonga (M.60) jezici
Lenje-Tonga (M.60) jezici poskupina od (6) nigersko-kongoanskih jezika iz Zambije i Zimbabvea koja se sastoji od dva ogranka, lenje i tonga. Najznačajniji među njima je tonga s preko 1.000.000 govornika. Predstavnici su: 
a. Lenje (1):
- lenje ili chilenje [leh], (Zambija) ;

b. Tonga (5):
- dombe [dov] (Zimbabve),
- ila [ilb] (Zambija),
- sala [shq] (Zambija),
- soli [sby] (Zambija),
- tonga [toi] (Zambija).[1]

## Vanjske poveznice
- Ethnologue (14th)
- Ethnologue (15th)